# Asio (genre)
Pour les articles homonymes, voir Asio.
Genre
Le genre Asio comprend six espèces d'oiseaux appartenant à la famille des Strigidae.

## Liste des espèces
D'après la classification de référence (version 14.1, 2024) de l'Union internationale des ornithologues, il y a 9 espèces du genre Asio.
Liste des espèces par ordre philogénique :
- Asio grammicus (Gosse, 1847) – Hibou de Jamaïque ;
- Asio clamator (Vieillot, 1808) – Hibou strié ;
- Asio otus (Linnaeus, 1758) – Hibou moyen-duc ;
- Asio abyssinicus (Guérin-Méneville, 1843) – Hibou d'Abyssinie ;
- Asio madagascariensis (Smith, A, 1834) – Hibou malgache ;
- Asio stygius (Wagler, 1832) – Hibou maître-bois ;
- Asio flammeus (Pontoppidan, 1763) – Hibou des marais ;
- Asio capensis (Smith, A, 1934) – Hibou du Cap ;
- Asio solomonensis (Hartert, EJO, 1901) – Hibou redoutable.